# Земляной Вал (площадь)
Пло́щадь Земляно́й Вал — площадь на Садовом кольце в Басманном районе Москвы. Расположена между улицей Земляной Вал, Старой Басманной, Садовой-Черногрязской и Покровкой.

## История

Образование Земляного города.

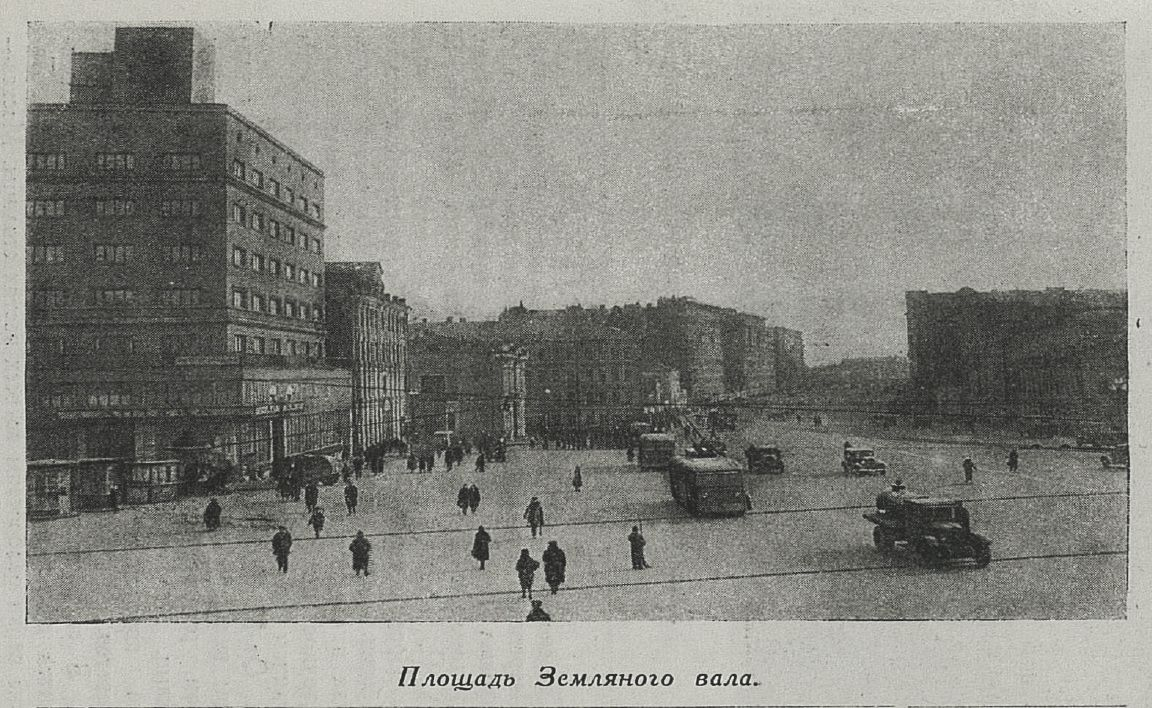
Площадь Земляной Вал, 1938

Во время польской интервенции в 1611 году стена Деревянного города, построенного при Борисе Годунове, была сожжена поляками, и московские посады стали беззащитными. Поэтому, согласно Забелину, «в первые годы царствования Михаила Федоровича для прихода Крымских людей вместо сгоревшего деревянного города около всех посадов был насыпан земляной вал со рвом и на валу устроили острог-тын… Сооружение земляного вала, рва и острога продолжалось около 8 лет (1633—1640). С той поры это сооружение стало прозываться в качестве города Земляным валом и Земляным городом». Указанные названия (Скородом, Земляной город) закрепились и за пространствами Москвы, оказавшимися внутри новой линии укреплений (но вне стен более ранних Китай-города и Белого города по левую сторону Москвы-реки). В документах название Деревянный город известно с 1629 года, а Земляной город — с 1641 года. Вал Земляного города был срыт в 1816—1830 годах.
Площадь Земляной Вал известна уже с 1816 года как площадь Земляного вала. Была известна также как Покровские ворота Земляного города, в отличие от Покровских ворот Белого города.

## Описание
Площадь Земляной Вал находится на Садовом кольце между Садовой-Черногрязской и улицей Земляной Вал. Из центра на неё выходит Покровка, которая за Садовым кольцом переходит в Старую Басманную. На западе от площади на углу Садовой-Черногрязской и Покровки находится площадь Цезаря Куникова. Домов за площадью не числится.

## Общественный транспорт
Мимо площади проходят автобусы Б, м3, м3к, 40, 78, 024, н3, н15.

## См.также
- Земляной Вал (улица)